# 1019 (szám)
Az 1019 (római számmal: MXIX) egy természetes szám.

## A szám a matematikában
A tízes számrendszerbeli 1019-es a kettes számrendszerben 1111111011, a nyolcas számrendszerben 1773, a tizenhatos számrendszerben 3FB alakban írható fel.
Az 1019 páratlan szám, prímszám. Kanonikus alakja 10191, normálalakban az 1,019 · 103 szorzattal írható fel. Két osztója van a természetes számok halmazán, ezek növekvő sorrendben: 1 és 1019.
Sophie Germain-prím és biztonságos prím.
Szigorúan nem palindrom szám.
Tizenkilenc szám valódiosztó-összegeként áll elő, ezek közül a legkisebb az 5065.

## Csillagászat
- 1019 Strackea kisbolygó